# اسعد پاشا توپتانی
اسعد پاشا توپتانی (آلبانیایی: Esad Pashë Toptani؛ ۱۸۶۳ یا ۱۸۷۵ – ۱۳ ژوئن ۱۹۲۰) نظامی اهل عثمانی و سومین نخست‌وزیر آلبانی از ۱۹۱۴ تا ۱۹۱۶ بود.
وی در ۱۳ ژوئن ۱۹۲۰، توسط آونی رستمی در پاریس هنگام خروج از هتل کانتیننتال ترور شد و در گورستان نظامی صرب‌ها در پاریس به خاک سپرده شد.